# Liste der Naturdenkmale in Priestewitz
Die Liste der Naturdenkmale in Priestewitz nennt die Naturdenkmale in Priestewitz im sächsischen Landkreis Meißen.

## Definition
„Naturdenkmäler sind rechtsverbindlich festgesetzte Einzelschöpfungen der Natur oder entsprechende Flächen bis zu fünf Hektar, deren besonderer Schutz erforderlich ist
1. aus wissenschaftlichen, naturgeschichtlichen oder landeskundlichen Gründen oder
2. wegen ihrer Seltenheit, Eigenart oder Schönheit.“

„§ 18 – Naturdenkmäler – (zu § 28 BNatSchG)
(1) Die Erklärung nach § 22 Abs. 1 BNatSchG von Teilen von Natur und Landschaft als Naturdenkmal erfolgt durch Rechtsverordnung oder Einzelanordnung.
(2) Über § 28 Abs. 1 BNatSchG hinaus können Naturdenkmäler zur Sicherung von Lebensgemeinschaften oder Lebensstätten von im Bestand gefährdeten oder streng geschützten Arten festgesetzt werden.“

## Liste
Diese Auflistung unterscheidet zwischen Flächennaturdenkmalen (FND) mit einer Fläche bis zu 5 ha (bei Verordnung nach DDR-Recht auch mehr) und Einzel-Naturdenkmalen (ND).
Link zu einem Kartenansichtstool, um Koordinaten zu setzen.
| Bild | Bezeichnung                                         | Lage                                               | Beschreibung        | Datum | Nummer |
| ---- | --------------------------------------------------- | -------------------------------------------------- | ------------------- | ----- | ------ |
| BW   | Schwarzpappel auf dem Scheibenberg                  | (51° 15′ 1,6″ N, 13° 27′ 55,8″ O)                  |                     |       | RG 071 |
| BW   | Streuobstwiese Baselitz                             | Baselitz (51° 14′ 0,7″ N, 13° 28′ 38,8″ O)         | Fläche ca. 5,0 ha.  |       | RG 170 |
| BW   | Streuobstwiese an der Bockau Baselitz               | Baselitz (51° 13′ 57″ N, 13° 28′ 43,5″ O)          | Fläche ca. 3,51 ha. |       | RG 188 |
| BW   | Stieleiche an der Straße zwischen Lenz und Dallwitz | Dallwitz (51° 14′ 50,1″ N, 13° 33′ 7,2″ O)         |                     |       | RG 149 |
| BW   | Stieleiche am Gut Naumann in Döbritzschen           | Döbritzschen (51° 15′ 17,6″ N, 13° 33′ 9,9″ O)     |                     |       | RG 150 |
| BW   | Wildbirne östlich Döbritzschen                      | Döbritzschen (51° 15′ 18,3″ N, 13° 34′ 6,1″ O)     |                     |       | RG 295 |
| BW   | Stieleiche westlich vom Gävernitzer Heidchen        | Gävernitz (51° 12′ 58,9″ N, 13° 29′ 57,4″ O)       |                     |       | RG 148 |
| BW   | Stieleiche an der Winzerwiese bei Kmehlen           | Kmehlen (51° 12′ 32,6″ N, 13° 28′ 57,9″ O)         |                     |       | RG 286 |
| BW   | Teichgrund Kmehlen                                  | Kmehlen (51° 13′ 2,5″ N, 13° 28′ 57,6″ O)          | Fläche ca. 2,4 ha.  |       | RG 063 |
| BW   | Tongrube Kmehlen                                    | Kmehlen (51° 12′ 33,1″ N, 13° 30′ 6″ O)            | Fläche ca. 2,63 ha. |       | RG 067 |
| BW   | Aufschluss Dobritzer Quarzporphyr bei Laubach       | Laubach (51° 13′ 32″ N, 13° 28′ 25,2″ O)           | Fläche ca. 0,43 ha. |       | RG 013 |
| BW   | Ritschgebachtälchen Laubach                         | Laubach (51° 13′ 0,5″ N, 13° 28′ 1,3″ O)           | Fläche ca. 4,9 ha.  |       | RG 064 |
| BW   | Streuobstwiese Laubach                              | Laubach (51° 13′ 50,7″ N, 13° 27′ 58,5″ O)         | Fläche ca. 4,5 ha.  |       | RG 171 |
| BW   | Hopfenbach bei Lenz                                 | Lenz, Kottewitz (51° 15′ 39,2″ N, 13° 32′ 21,3″ O) | Fläche ca. 4,75 ha. |       | RG 010 |
| BW   | Wildbirne in den langen Feldern Lenz                | Lenz (51° 15′ 50,4″ N, 13° 32′ 51,9″ O)            |                     |       | RG 296 |
| BW   | Steinbruch am Heidelberg Nauleis                    | Nauleis (51° 15′ 29″ N, 13° 34′ 37,3″ O)           | Fläche ca. 0,7 ha.  |       | RG 115 |
| BW   | Stieleiche in den Hopfenbachwiesen Nauleis          | Nauleis (51° 15′ 23″ N, 13° 34′ 45,7″ O)           |                     |       | RG 466 |
| BW   | Bornwald Porschütz                                  | Porschütz (51° 14′ 54,1″ N, 13° 29′ 15,8″ O)       | Fläche ca. 1,89 ha. |       | RG 008 |
| BW   | Stieleiche in den Wildbornstücken Porschütz         | Porschütz (51° 15′ 32,8″ N, 13° 28′ 30,3″ O)       |                     |       | RG 290 |
| BW   | Stieleiche am Weinberg Porschütz                    | Porschütz (51° 15′ 36,9″ N, 13° 28′ 47,7″ O)       |                     |       | RG 562 |
| BW   | Stieleiche an den Sandstücken Priestewitz           | Priestewitz (51° 15′ 38,2″ N, 13° 30′ 51,5″ O)     |                     |       | RG 293 |
| BW   | Stieleiche am Pferdegrund bei Wantewitz             | Wantewitz (51° 14′ 22,7″ N, 13° 29′ 51″ O)         |                     |       | RG 158 |
| BW   | Quellgrund Zottewitzer Scheibe                      | Zottewitz (51° 15′ 25,5″ N, 13° 27′ 28,5″ O)       | Fläche ca. 4,99 ha. |       | RG 065 |